# Easter (album)
Easter je třetí hudební album americké zpěvačky Patti Smith vydané roku 1978. Současně to bylo první její album, které komerčně uspělo.

## Seznam skladeb
| strana 1 | strana 1           | strana 1                       | strana 1 |
| Pořadí   | Název              | Autor                          | Délka    |
| -------- | ------------------ | ------------------------------ | -------- |
| 1.       | Till Victory       | Patti Smith, Lenny Kaye        | 2:44     |
| 2.       | Space Monkey       | Smith, Ivan Kral, Tom Verlaine | 4:02     |
| 3.       | Because the Night  | Smith, Bruce Springsteen       | 3:20     |
| 4.       | Ghost Dance        | Smith, Kaye                    | 4:38     |
| 5.       | Babelogue          | Smith                          | 1:25     |
| 6.       | Rock N Roll Nigger | Smith, Kaye                    | 3:13     |

| strana 2       | strana 2                | strana 2                          | strana 2 |
| Pořadí         | Název                   | Autor                             | Délka    |
| -------------- | ----------------------- | --------------------------------- | -------- |
| 7.             | Privilege (Set Me Free) | Mel London, Mike Leander, žalm 23 | 3:27     |
| 8.             | We Three                | Smith                             | 4:169    |
| 9.             | 25th Floor              | Smith, Ivan Kral                  | 4:01     |
| 10.            | High on Rebellion       | Smith                             | 2:37     |
| 11.            | Easter                  | Smith, Jay Dee Daugherty          | 6:15     |
| Celková délka: | Celková délka:          | Celková délka:                    | 39:44    |

### bonus na CD
1. Godspeed (Smith, Kral) – 6:09

## Obsazení

### Patti Smith Group
- Lenny Kaye – kytara Fender Stratocaster, basová kytara, zpěv
- Ivan Král – kytara Gibson Les Paul, basová kytara
- Jay Dee Daugherty – bicí, perkuse
- Patti Smith – zpěv, kytara Fender Duo-Sonic
- Bruce Brody – klávesové nástroje, syntezátory

### hosté
- Richard Sohl – klávesy v písni Space Monkey
- Allen Lanier – klávesy v písni Space Monkey
- John Paul Fetta – basová kytara v písni Till Victory a Privilege
- Andi Ostrowe – percussion v písni Ghost Dance
- Jim Maxwell – dudy v písni Easter
- Tom Verlaine - úprava písně We Three

## Vydání
- Původní LP bylo vydáno 3. března 1978.
- V roce 1996 bylo CD digitálně remasterováno a znovu vydáno s bonusovými písněmi.
- V roce 2007 vyšlo znovu pod značnou Sony-BMG.